# Smilax microchina
Smilax microchina är en enhjärtbladig växtart som beskrevs av Tetsuo Michael Koyama. Smilax microchina ingår i släktet Smilax och familjen Smilacaceae. Inga underarter finns listade.